# Église Saint-Martin de Tresson
Pour les articles homonymes, voir Église Saint-Martin.
L'église Saint-Martin est une église catholique située sur le territoire de la commune de Tresson (Sarthe), en France. Elle est inscrite au titre des monuments historiques.

## Localisation
L'église est située dans le département français de la Sarthe, dans le bourg de Tresson.

## Architecture
L'édifice est inscrit au titre des monuments historiques depuis le 3 décembre 1969.

## Mobilier
Dans le transept nord, l'autel de la Vierge, son retable en calcaire et ses trois statues en terre cuite polychrome du XVIIe siècle, Vierge à l'Enfant, saint Mammes et sainte Barbe, font l'objet d'une inscription sur la base Palissy. 